# Krigspropaganda

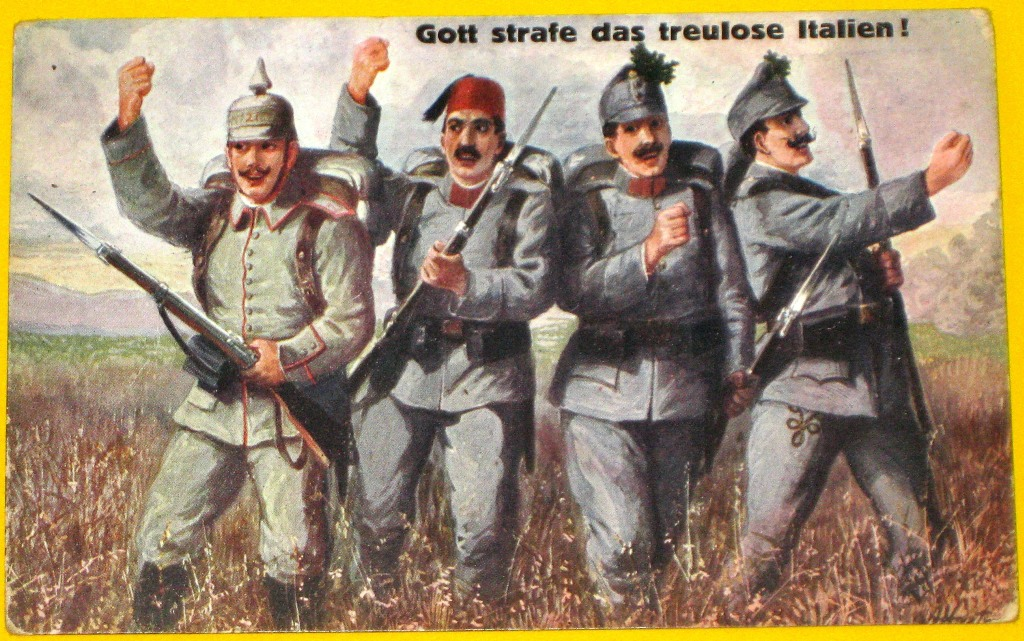
"Många fiender, stor ära ... och Gud vare med er" - vykort från fronten

Krigspropaganda, propaganda använd i krig, i syfte att gagna en sida, på den andras bekostnad.

## Propaganda under första världskriget
Krigsutbrottet 1914 orsakade den första explosionen av regeringspropaganda. I synnerhet brittiska och tyska regeringarna ökade dramatiskt sin produktion av propaganda som syftade till att övertyga sina medborgare om det rättfärdiga i sin sak och det oundvikliga i deras seger.

## Propaganda under andra världskriget
Under andra världskriget hade olika nationer mycket olika propaganda-affischer, den tyska propagandan hade ofta mer patriotiska bilder, den engelska propagandan gav mer praktiska order åt sina medborgare som till exempel: "Don't waste food".

## Krigspropaganda i Sverige under 1600-talet
Staten lade stor möda på att mobilisera folk i de olika krigen under 1600-talet. Krigspropagandan spreds både från predikstolen men även riksdagen spelade en avgörande roll för att legitimera krigspolitiken. Landshövdingar och fogdar spred också information muntligen. Det gällde att övertyga folk om att krig var en oundviklig samhällsföreteelse och därmed försöka påverka folket både känslomässigt och intellektuellt.
Enligt propagandan berodde krig på folkets egen syndfullhet, vilken nedkallade Guds straff i form av krig. När väl kriget var ett faktum förflyttades fokus till fienden, som alltid drevs av en bottenlös ondska och aldrig av rationella motiv. En ständigt närvarande hotbild målades upp.
Kungens betydelse spelade en avgörande roll. För att vinna krigen gällde det att sluta upp bakom den goda regenten. Det var alltid undersåtarnas plikt att ställa upp och försvara sitt land.
Retoriken som användes vädjade till patriotiska känslor. Ett återkommande inslag i propagandan var att hotfulla och farliga fiender lurade vid Sveriges gränser, alltid beredda att gå till anfall. Ett annat tema var att det är bättre att angripa än att angripas. Även när Sverige stod som anfallare beskrevs kriget vanligen som ett försvarskrig inför befolkningen.